# 執行停止
執行停止（しっこうていし）とは、強制執行手続または行政処分の効力などを一時的に停止させること。
処分の効力、処分の執行又は手続の続行の全部又は一部の停止をいう。

## 行政法

### 概要
- 執行不停止が行政の円滑な運営上の原則であるが、私人の権利利益を終局判決が出る前に保全するための例外的な制度が執行停止である。
- 要件
  - 積極的要件
    - 本案の審理が、適法に係属していること。
    - 対象となる処分が完了していないこと。
    - 重大な損害を避けるため緊急の必要があること。

  - 消極的要件
    - 公共の福祉に重大な影響を及ぼすおそれのないこと。
    - 本案について理由がないとみえないこと。
- 内容
  - 効力の停止
  - 執行の停止
  - 手続の停止
- 効果
  - 第三者効

個別法による修正
国税通則法 第105条（不服申立てと国税の徴収との関係）

### 行政不服審査法
この節では、行政不服審査法は条数のみ記載する。
- 執行不停止の原則（25条1項）
- 執行不停止の例外
  - 処分庁の上級行政庁又は処分庁である審査庁は、必要があると認めるときは、審査請求人の申立てにより又は職権で、執行停止その他の措置をすることができる（25条2項）。
  - 処分庁の上級行政庁又は処分庁のいずれでもない審査庁は、必要があると認めるときは、審査請求人の申立てにより、処分庁の意見を聴取したうえ、執行停止をすることができる。ただし、執行停止以外の措置をすることはできない（25条3項）。
  - 審査請求人の申立てがあつた場合において、処分、処分の執行又は手続の続行により生ずる重大な損害を避けるため緊急の必要があると認めるときは、審査庁は、執行停止をしなければならない。ただし、公共の福祉に重大な影響を及ぼすおそれがあるとき、処分の執行若しくは手続の続行ができなくなるおそれがあるとき、又は本案について理由がないとみえるときは、この限りでない（4項）。
- 執行停止の取消し（26条）

### 行政事件訴訟法
この節では、行政事件訴訟法は条数のみ記載する。
- 執行不停止の原則（25条1項）
- 執行不停止の例外（25条2項）
  - 処分の取消しの訴えの提起があつた場合において、処分、処分の執行又は手続の続行により生ずる重大な損害を避けるため緊急の必要があるときは、裁判所は、申立てにより[脚注 1]、決定をもつて、処分の効力、処分の執行又は手続の続行の全部又は一部の停止をすることができる。
    - 処分の効力の停止
      - 処分によって生じる効力を、将来に向かって処分が無かったに等しい状態に一時停止させること。
      - 処分の執行、手続の続行の停止で目的を達成できる場合はできない。

    - 処分の執行の停止
      - 処分の内容を実現するために行われる行政権による実力行使を停止させること。

    - 手続の続行の停止
      - 処分の効力を維持しながら、処分の存在を前提に行われる後続処分を停止させること。
- 事情変更による取消
  - 決定が確定した後に、その理由が消滅し、その他事情が変更したときは、裁判所は、相手方の申立てにより、決定をもつて、執行停止の決定を取り消すことができる（26条1項）。
- 内閣総理大臣の異議（27条）
  - 異議には、理由を附さなければならず（2項）、その理由には、処分の効力を存続し、処分を執行し、または手続を続行しなければ、公共の福祉に重大な影響を及ぼすおそれのある事情を示すものとする（3項）。
  - 異議があつたときは、裁判所は、執行停止をすることができず、また、すでに執行停止の決定をしているときは、これを取り消さなければならない（4項）。
  - 異議を述べたときは、次の常会において国会にこれを報告しなければならない（6項）。
- 執行停止等の管轄裁判所（28条）
- 無効等確認の訴えへの準用（38条）
  - 第25条から第28条まで準用される。

## 民事訴訟法
強制執行停止決定を参照。

## 刑事訴訟法
刑事訴訟法第480条では心神喪失の状態に在るときは、その状態が回復するまで刑の執行を停止することが規定されている。
また刑事訴訟法第482条で自由刑を受けた者に対し、以下の一定条件を満たせば、検察官による自由刑の裁量的執行停止が規定されている。
- 刑の執行によって、著しく健康を害するとき、又は生命を保つことのできない虞があるとき。
- 年齢70年以上であるとき。
- 受胎後150日以上であるとき。
- 出産後60日を経過しないとき。
- 刑の執行によつて回復することのできない不利益を生ずる虞があるとき。
- 祖父母又は父母が年齢70年以上又は重病若しくは不具で、他にこれを保護する親族がないとき。
- 子又は孫が幼年で、他にこれを保護する親族がないとき。
- その他重大な事由があるとき。

刑事訴訟法第442条で、再審の請求があったときは、管轄裁判所に対応する検察庁の検察官は、再審の請求についての裁判があるまで刑の執行を停止することができる。

## 判例
- “執行停止決定に対する許可抗告事件, 決定, 平成16年(行フ)3号”, 最高裁判所第一小法廷, (2004(平成16)-05-31), "退去強制令書の収容部分の執行により被収容者が受ける損害は、当然には行政事件訴訟法25条2項に規定する回復の困難な損害に当たらない。", 裁判所ウェブサイト （控訴審中に申立てがされた事例）
- “執行停止申立事件, 決定, 平成21(行タ)5号”, 東京高等裁判所, (2009(平成21)-02-06), 判例時報 (327):  81.

## 引用文献
- 八木一洋 著「（執行停止）第25条」、南博方、高橋滋; 市村陽典 ほか 編『条解 行政事件訴訟法』（第4版）弘文堂〈条解シリーズ〉、2014(平成26)-12-15、501 - 580頁。ISBN 978-4-335-35603-2。